# クリスティアン・ファビアーニ
クリスティアン・ファビアーニ（Cristian Gastón Fabbiani, 1983年9月3日 - ）は、アルゼンチン・ブエノスアイレス州出身の元サッカー選手。現役時代のポジションはフォワード。
愛称のオグロは、シュレックに由来する。得点を決めるたびにシュレックのマスクを被ってパフォーマンスをしていた時期があった。

## 所属クラブ
- 2001年 - 2007年  CAラヌース
  - 2003年 - 2004年  CDパレスティーノ (期限付き移籍)
  - 2006年  ベイタル・エルサレムFC (期限付き移籍)
- 2007年 - 2010年  CFRクルジュ
  - 2008年  ニューウェルズ・オールドボーイズ (期限付き移籍)
  - 2009年  CAリーベル・プレート (期限付き移籍)
- 2010年 - 2011年  CAオール・ボーイズ
- 2011年 - 2013年  CSインデペンディエンテ・リバダビア（スペイン語版）
- 2014年 - 2015年  スポルト・ボーイズ・ワルネス（スペイン語版）
- 2015年 - 2016年  クラブ・スポルティーボ・エストゥディアンテス（スペイン語版）
- 2016年  LDUポルトビエホ（スペイン語版）
- 2016年 - 2020年  CSデポルティーボ・メルロ（スペイン語版）
  - 2018年  CDウニベルシタリオ (期限付き移籍)

## タイトル
CFRクルジュ
- リーガ1 : 2007-08
- クパ・ロムニエイ : 2007-08